# Cuthona virens
Cuthona virens är en snäckart som först beskrevs av Frank Mace MacFarland 1966.  Cuthona virens ingår i släktet Cuthona och familjen Tergipedidae. Inga underarter finns listade i Catalogue of Life.